# Najlepsi przyjaciele
Najlepsi przyjaciele – amerykańska tragikomedia z 1982 roku, w reżyserii Normana Jewisona.

## Fabuła
Film opowiada o perypetiach młodej pary, która postanowiła zalegalizować swój związek. Wyruszają w podróż chcąc poinformować swoich krewnych o tej decyzji oraz poznać swoje rodziny. Konfrontacja z obydwoma rodzinami przynosi wiele gorzkich i zabawnych doświadczeń każdej ze stron, co o mało nie kończy się rozpadem związku.

## Główne role
- Burt Reynolds - Richard Babson
- Goldie Hawn - Paula McCullen
- Jessica Tandy - Eleanor McCullen
- Barnard Hughes - Tim McCullen
- Audra Lindley - Ann Babson
- Keenan Wynn - Tom Babson
- Ron Silver - Larry Weisman
- Carol Locatell - Nellie Ballou
- Richard Libertini - Jorge Medina
- Peggy Walton-Walker - Carol Brandon

## Nagrody i nominacje
Oscary za rok 1982
- Najlepsa piosenka - How Do You Keep the Music Playing? - muz. Michel Legrand; sł. Alan Bergman, Marilyn Bergman (nominacja)

Złote Globy 1982
- Najlepsza aktorka w komedii/musicalu - Goldie Hawn (nominacja)